# Julien Donkey-Boy
Julien Donkey-Boy è un film drammatico del 1999 scritto e diretto da Harmony Korine.

## Produzione
Il film percorre la storia di Julien, ragazzo schizofrenico interpretato dall'attore scozzese Ewen Bremner, già famoso per l'interpretazione di Daniel "Spud" Murphy nel film Trainspotting di Danny Boyle del 1996. Il film si avvale dell'interpretazione di Chloë Sevigny nel ruolo di Pearl, la sorella di Julien, e del regista Werner Herzog nel ruolo del padre.
La struttura tecnica del film prende spunto dallo stile del Dogma 95. Il film è stato girato in MiniDv per poi essere trasferito nel formato 16mm e ulteriormente trasportato in 35mm.